# Iso Mutsu
Iso Mutsu, pseudonimo di Gertrude Ethel Passigham (陸奥 イソ?; Oxford, 6 maggio 1867 – Kamakura, 12 maggio 1930), è stata una scrittrice britannica; sposatasi con un nobile e diplomatico giapponese, andò con lui in Giappone nel 1910, cambiò nome e visse a Kamakura fino alla sua morte nel 1930. Nel 1918 ha scritto la guida Kamakura: Fact and Legend..

## Biografia
Il conte Hirokichi Mutsu, figlio dell'allora ministro degli esteri giapponese Munemitsu Mutsu, mentre studiava a Cambridge si innamorò della figlia del suo padrone di casa, Gertrude Ethel Passingham.. Ma il padre di Hirokichi si oppose fermamente al  matrimonio con una straniera e una cittadina comune. Anche la famiglia di lei non era d'accordo. I due non si arresero e quando Hirokichi, dopo la morte di suo padre,  fu nominato console a San Francisco, riuscì a convincere Gertrude a raggiungerlo. E questo nonostante che i due non si incontrassero da più di cinque anni.
Poiché era un diplomatico, il matrimonio doveva ancora aspettare e, per stare con lui, alla fine Gertrude dovette fingere di essere la governante di un bambino. Fu con quel ruolo che arrivò per la prima volta in Giappone nel 1901. Quattro anni dopo arrivò l'autorizzazione imperiale a sposarsi e, dopo 17 anni di corteggiamento e sotterfugi, la coppia si sposò finalmente a Londra nel 1905. Per motivi di protocollo, prese la cittadinanza giapponese e un nome giapponese. Suo marito ha suggerito Iso ( 磯 ), che significa mare, perché amava così tanto la spiaggia. Dopo il matrimonio lo seguì in giro per il mondo, tornando finalmente in Giappone con lui, per non andarsene mai più. Le piaceva il paese riuscendo ad adattarsi e dando persino lezioni di inglese ai membri della famiglia imperiale, tra cui il principe Chichibu, fratello dell'Imperatore Hirohito.
Morì nel 1930 a Kamakura e il suo funerale si tenne in una chiesa metodista cristiana. Dopo la cerimonia cristiana, il Vice Abate del grande tempio Zen Engaku-ji salì sul pulpito, pronunciò un elogio e recitò un sūtra per la sua anima. È sepolta nello yagura della famiglia Mutsu nel cimitero del tempio Jufuku-ji a Kamakura, non lontano dai cenotafi di grandi personaggi storici Hōjō Masako e Minamoto no Sanetomo.
Suo figlio, Ian Mutsu, è diventato un famoso giornalista e regista di documentari.

## Opere
- Kamakura: Fact and Legend, Tuttle Publishing, 1995 ISBN 0-8048-1968-8